# Michel Gonelle
Michel Gonelle, né le 21 juillet 1948 à Saint-Sardos (Lot-et-Garonne), est un avocat et homme politique de droite français. Il est l'un des acteurs de l'affaire Cahuzac.

## Biographie
Michel Gonelle est avocat au barreau d'Agen depuis 1972. Élu bâtonnier en 1990, il est nommé président de la caisse RSI Professions libérales de province en 2008 ; il siège à ce titre, au conseil d'administration de la caisse nationale du RSI. Membre du RPR puis de l'UMP, son nom a été évoqué par Mediapart en 2012, comme détenteur de la bande enregistrée de l'aveu du compte suisse, dans l'affaire politique concernant l'ex-ministre du Budget socialiste Jérôme Cahuzac. Le 2 avril 2013, Jérôme Cahuzac reconnaît que les allégations de Michel Gonelle sont fondées.

## Détail des fonctions et des mandats
- 1977-1983 : Conseiller municipal de Montpezat d'Agenais
- 1983-1987 : Adjoint au maire d'Agen
- 1986-1988 : Député RPR de Lot-et-Garonne
- 1993-2001 : Maire RPR de Villeneuve-sur-Lot
- 2001-2008 : Conseiller municipal Villeneuve-sur-Lot
- 2001-2004 : Conseiller régional d'Aquitaine

## Distinctions
- Chevalier de l'ordre national de la Légion d'honneur